# Fußball-Verbandsliga Württemberg
Die Verbandsliga Württemberg ist die höchste Spielklasse im Männerfußball des Württembergischen Fußballverbandes. Bis zur Gründung der Oberliga Baden-Württemberg in der Saison 1978/79 war die Verbandsliga – damals 1. Amateurliga –  die oberste Amateurklasse (dritthöchste deutsche Spielklasse). Mit Einführung der Oberliga Baden-Württemberg 1978/79 und der Regionalliga Süd 1994/95 wurde die Verbandsliga Württemberg zunächst zur vierthöchsten und dann zur fünfthöchsten Spielklasse in Deutschland. Seit der Einführung der 3. Liga zur Saison 2008/09 ist sie die sechsthöchste Spielklasse.

## Gründungsmitglieder der Verbandsliga Württemberg, Saison 1978/79
VfR Heilbronn – VfB Stuttgart Am. – SV 03 Tübingen – FV Zuffenhausen – TSV Ofterdingen – Stuttgarter Kickers Am. – Union Böckingen –  SpVgg Au/Iller – TSG Giengen – SpVgg Renningen – VfL Schorndorf – FC Wangen 05 – BSV 07 Schwenningen – Sportfreunde Schwäbisch Hall – FV 07 Ebingen – TSG Tübingen – VfL Pfullingen – SpVgg Lindau – SV Baustetten – FC 08 Tuttlingen. Die Reihenfolge der aufgelisteten Vereine entspricht der Platzierung der Abschlusstabelle am Ende der Debütsaison der neu gegründeten Liga.

## Modus
Der Meister der Verbandsliga Württemberg qualifiziert sich für die Oberliga Baden-Württemberg. Der Zweitplatzierte kann über ein Relegationsspiel gegen den Zweiten der Verbandsliga Baden bzw. Verbandsliga Südbaden ebenfalls aufsteigen. Die vier letztplatzierten Mannschaften steigen ab in die Landesliga Württemberg, die aus vier Staffeln besteht.

## Teams Saison 2025/26
- TSV Berg
- Sportfreunde Dorfmerkingen
- SSV Ehingen-Süd
- FC Esslingen
- SV Fellbach (Absteiger)
- VfB Friedrichshafen (Aufsteiger)
- VfR Heilbronn
- TSG Hofherrnweiler-Unterrombach
- FC Holzhausen
- Calcio Leinfelden-Echterdingen (Absteiger)
- TSV Oberensingen
- Young Boys Reutlingen
- FC Rottenburg (Aufsteiger)
- Sportfreunde Schwäbisch Hall
- TSG Tübingen
- FSV Waiblingen (Aufsteiger)
- TSV Weilimdorf (Aufsteiger)

## Die Meister der Verbandsliga Württemberg
- 1979 – VfR Heilbronn
- 1980 – VfR Aalen
- 1981 – Sportfreunde Schwäbisch Hall
- 1982 – TSV Ofterdingen
- 1983 – VfR Aalen
- 1984 – FC Marbach
- 1985 – SSV Reutlingen 05
- 1986 – VfR Heilbronn
- 1987 – SC Geislingen
- 1988 – FC Tailfingen
- 1989 – Spvgg 07 Ludwigsburg
- 1990 – VfB Stuttgart Amateure
- 1991 – TSF Ditzingen
- 1992 – VfL Kirchheim/Teck
- 1993 – GSV Maichingen
- 1994 – FV Biberach
- 1995 – SV Bonlanden
- 1996 – SV Böblingen
- 1997 – VfR Heilbronn
- 1998 – FV Ravensburg
- 1999 – SpVgg Au/Iller
- 2000 – Sportfreunde Dorfmerkingen
- 2001 – SGV Freiberg
- 2002 – SV Bonlanden
- 2003 – TSV Crailsheim
- 2004 – 1. FC Normannia Gmünd
- 2005 – SG Sonnenhof Großaspach
- 2006 – SV Bonlanden
- 2007 – VfL Kirchheim/Teck
- 2008 – TSG Balingen
- 2009 – SV Bonlanden
- 2010 – FSV Hollenbach
- 2011 – SV Bonlanden
- 2012 – SGV Freiberg
- 2013 – 1. FC Heidenheim II
- 2014 – VfR Aalen II
- 2015 – FSV 08 Bissingen
- 2016 – Neckarsulmer Sport-Union
- 2017 – SGV Freiberg
- 2018 – 1. FC Normannia Gmünd
- 2019 – Sportfreunde Dorfmerkingen
- 2020 – TSG Backnang 1919
- 2021 – kein Meister (Saison annulliert)
- 2022 – FSV Hollenbach
- 2023 – TSV Essingen
- 2024 – SV Fellbach
- 2025 – Türkspor Neckarsulm

## Die Meister der 1. Amateurliga
Vorgänger der Verbandsliga Württemberg als höchster Spielklasse des Württembergischen Fußballverbandes nach dem Krieg war die bis 1950 als zweithöchste deutsche Spielklasse unter der Oberliga Süd existierende Landesliga Württemberg.
Die Landesliga Württemberg wurde 1950 in 1. Amateurliga Württemberg umbenannt, welche bis 1978 als dritthöchste deutsche Spielklasse existierte. Um einen zweiten Platz in der Aufstiegsrunde zur 2. Oberliga Süd zu erhalten teilte der Württembergische Fußballverband die 1. Amateurliga analog Bayern und Baden ab der Spielzeit 1960/61 in zwei Staffeln – der 1. Amateurliga Nordwürttemberg (NW) und der 1. Amateurliga Schwarzwald-Bodensee (S-B). Zur 1. Amateurliga Schwarzwald-Bodensee gehörte aus verkehrstechnischen Gründen auch der eigentlich zum Südbadischen Fußballverband gehörende Bereich der 2. Amateurliga Südbaden-Süd (östlicher Schwarzwald). Die Sieger der beiden Staffeln ermittelten den Württembergischen Amateurmeister. Sofern der Meister der 1. Amateurliga Schwarzwald-Bodensee kein Mitglied im WFV war, nahm die nächstplatzierte Mannschaft am Endspiel um die Württembergische Amateurmeisterschaft teil.
- 1946 – TSG Ulm 1846
- 1947 – Sportfreunde Stuttgart
- 1948 – Sportvg Feuerbach
- 1949 – FV Zuffenhausen
- 1950 – TSG Ulm 1846
- 1951 – VfR Aalen
- 1952 – Union Böckingen
- 1953 – VfL Sindelfingen
- 1954 – VfB Friedrichshafen
- 1955 – SSV Ulm
- 1956 – VfR Heilbronn
- 1957 – VfB Friedrichshafen
- 1958 – Union Böckingen
- 1959 – SC Geislingen
- 1960 – VfB Stuttgart Amateure
- 1961 – NW: FV Kornwestheim; S-B: SC Schwenningen (Meister)
- 1962 – NW: VfR Heilbronn (Meister); S-B: FC Hechingen
- 1963 – NW: VfB Stuttgart Amateure; S-B: VfB Friedrichshafen (Meister)
- 1964 – NW: VfB Stuttgart Amateure (Meister); S-B: FV Ebingen
- 1965 – NW: VfB Stuttgart Amateure (Meister); S-B: FV Ebingen
- 1966 – NW: 1. FC Normannia Schwäbisch Gmünd (Meister); S-B: FC 08 Villingen
- 1967 – NW: VfB Stuttgart Amateure (Meister); S-B: FC 08 Tuttlingen
- 1968 – NW: TSF Esslingen; S-B: FC Wangen 05 (Meister)
- 1969 – NW: VfR Heilbronn (Meister); S-B: VfB Friedrichshafen
- 1970 – NW: 1. Göppinger SV (Meister); S-B: SV 03 Tübingen
- 1971 – NW: VfB Stuttgart Amateure (Meister); S-B: FC Singen 04
- 1972 – NW: SSV Ulm 1846 (Meister); S-B: FC Singen 04
- 1973 – NW: SSV Ulm 1846 (Meister); S-B: FC 08 Villingen
- 1974 – NW: VfR Aalen; S-B: FC 08 Villingen; Meister wurde SSV Reutlingen 05 (S-B)
- 1975 – NW: VfR Aalen; S-B: SSV Reutlingen 05 (Meister)
- 1976 – NW: Spvgg 07 Ludwigsburg (Meister); S-B: BSV 07 Schwenningen
- 1977 – NW: SSV Ulm 1846 (Meister); S-B: SSV Reutlingen 05
- 1978 – NW: SSV Ulm 1846; S-B: SSV Reutlingen 05 (Meister)